# العلاقات الأيرلندية السنغافورية
العلاقات الأيرلندية السنغافورية هي العلاقات الثنائية التي تجمع بين جمهورية أيرلندا وسنغافورة.

## مقارنة بين البلدين
هذه مقارنة عامة ومرجعية للدولتين:
| وجه المقارنة                                              | جمهورية أيرلندا                                       | سنغافورة                                                             |
| --------------------------------------------------------- | ----------------------------------------------------- | -------------------------------------------------------------------- |
| المساحة (كم2)                                             | 70.27 ألف                                             | 719                                                                  |
| عدد السكان (نسمة)                                         | 4.76 مليون                                            | 5.89 مليون                                                           |
| الكثافة السكانية (ن./كم²)                                 | 67.74                                                 | 819.19 ألف                                                           |
| العاصمة                                                   | دبلن                                                  | سنغافورة                                                             |
| اللغة الرسمية                                             | اللغة الأيرلندية، لغة إنجليزية، الإنجليزية الأيرلندية | لغة إنجليزية، اللغة الملايو، اللغة الصينية القياسية، اللغة التاميلية |
| العملة                                                    | جنيه أيرلندي، يورو، عملات اليورو الأيرلندية           | دولار سنغافوري                                                       |
| الناتج المحلي الإجمالي (بليون دولار)                      | 333.73 مليار                                          | 323.91 مليار                                                         |
| الناتج المحلي الإجمالي (تعادل القوة الشرائية) بليون دولار | 318.16 مليار                                          | 472.59 مليار                                                         |
| الناتج المحلي الإجمالي الاسمي للفرد دولار أمريكي          | 61.13 ألف                                             | 52.89 ألف                                                            |
| الناتج المحلي الإجمالي للفرد دولار أمريكي                 |                                                       | 82.76 ألف                                                            |
| مؤشر التنمية البشرية                                      | 0.916                                                 | 0.925                                                                |
| رمز المكالمات الدولي                                      | +353                                                  | +65                                                                  |
| رمز الإنترنت                                              | .ie                                                   | .sg                                                                  |
| المنطقة الزمنية                                           | 00، ت ع م+01:00، أوروبا/دبلن ‏                         | ت ع م+08:00، توقيت سنغافورة المنسق ‏                                  |

## منظمات دولية مشتركة
يشترك البلدان في عضوية مجموعة من المنظمات الدولية، منها:
| علم المنظمة | اسم المنظمة                               | تاريخ انضمام جمهورية أيرلندا | تاريخ انضمام سنغافورة |
| ----------- | ----------------------------------------- | ---------------------------- | --------------------- |
|             | بنك التنمية الآسيوي                       | 2006                         | 1966                  |
|             | مؤسسة التنمية الدولية                     | 22 ديسمبر 1960               | 27 سبتمبر 2002        |
|             | يونسكو                                    | 3 أكتوبر 1961                | 8 أكتوبر 2007         |
|             | وكالة ضمان الاستثمار متعدد الأطراف        | 27 أكتوبر 1989               | 24 فبراير 1998        |
|             | الأمم المتحدة                             | 14 ديسمبر 1955               | 21 سبتمبر 1965        |
|             | الاتحاد البريدي العالمي                   | ?                            | ?                     |
|             | البنك الدولي للإنشاء والتعمير             | 8 أغسطس 1957                 | 3 أغسطس 1966          |
|             | المنظمة الهيدروغرافية الدولية             | ?                            | ?                     |
|             | الاتحاد الدولي للاتصالات                  | 8 ديسمبر 1923                | 22 أكتوبر 1965        |
|             | منظمة حظر الأسلحة الكيميائية              | ?                            | ?                     |
|             | مؤسسة التمويل الدولية                     | 11 سبتمبر 1958               | 4 سبتمبر 1968         |
|             | المركز الدولي لتسوية المنازعات الاستشارية | 7 مايو 1981                  | 13 نوفمبر 1968        |
|             | منظمة التجارة العالمية                    | ?                            | ?                     |
|             | منظمة الشرطة الجنائية الدولية             | ?                            | ?                     |

## أعلام
هذه قائمة لبعض الشخصيات التي تربطها علاقات بالبلدين:
- إدموند دبليو. باركر (سياسي سنغافوري، 1 ديسمبر 1920 – 12 أبريل 2001)

## وصلات خارجية
- موقع وزارة الخارجية الأيرلندية
- موقع وزارة الخارجية السنغافورية